# Gregor Aichinger
Gregor Aichinger (Ratisbona, 1564 – Augusta, 20 o 21 gennaio 1628) è stato un organista e compositore tedesco.
Assieme ad Hans Leo Hassler, è stato tra i più importanti e prolifici compositori della Germania meridionale nel periodo compreso tra la fine del XVI secolo e l'inizio del XVII.
Aichinger è stato organista presso la famiglia Fugger ad Augusta nel 1584. Nel 1599 è stato in visita a Roma per due anni, per motivi musicali piuttosto che religiosi, sebbene abbia preso i voti prima di prestare servizio presso i Fugger.